# Bruno Suzuki
Bruno Suzuki (japanisch 鈴木 ブルーノ Suzuki Bruno; * 20. Mai 1990 in Castanhal) ist ein japanischer Fußballspieler mit brasilianischen Wurzeln.

## Karriere
Suzuki erlernte das Fußballspielen in der Jugendmannschaft von Gamba Osaka. Seinen ersten Vertrag unterschrieb er 2009 bei Albirex Niigata. Der Verein spielte in der höchsten Liga des Landes, der J1 League. Im August 2009 wurde er an den Drittligisten FC Machida Zelvia ausgeliehen. Im September 2009 erlangte Suzuki dann die japanische Staatsbürgerschaft. 2010 kehrte er zu Albirex Niigata zurück. 2010 wurde er an den Albirex Niigata (Singapur) ausgeliehen. 2012 kehrte er zu Albirex Niigata zurück. Danach spielte er bei Albirex Niigata (Singapur), Home United, Geylang International, FC Gifu, Negeri Sembilan FA und Terengganu FA.